# 동궐도
〈동궐도〉(東闕圖)는 조선후기 순조 연간에 도화서 화원들이 동궐인 창덕궁과 창경궁의 전각과 궁궐 전경을 조감도식으로 그린 궁궐 그림이다. 현재 두 점이 전해지는데, 고려대박물관과 동아대박물관에 각각 소장되어 있다. 고려대학교 소장본은 1989년 국보 제249호로 등록되었으며, 동아대학교 소장본은 1975년 보물 제596호 "궁궐도"로 등록되었다가 1995년에 고려대학교 소장본과 같이 국보 제249호로 승격되었다.

## 소장본의 특징
두 점의 동궐도는 채색과 배경산수 표현 등에서 약간의 차이만 보일 뿐, 규모와 표현 방법이 동일한 작품이며 두 점 모두 보존상태는 비교적 양호하여 본래의 상태를 그대로 유지하고 있다.

### 고려대소장본
고려대소장본 동궐도는 모두 16폭으로 1폭은 상하 6면으로 접혀져 있으며 첩자(帖子)로 꾸며져 있다. 
화첩 표면에는 적색지(赤色紙)로 외곽을 두른 조그마한 장방형(長方形)의 백견(白絹)에 '동궐도 인일(東闕圖 人一)'이란 표제(表題)가 적혀 있다는 점을 미루어 보면, '천(天)'과 '지(地)'의 각각 다른 궁궐도(宮闕圖)도 있었던 것으로 생각된다. 이 작품은 매면(每面) 가로 36.5cm, 세로 45.5cm 크기의 백견(白絹)에 그려진 화첩 6면을 위·아래로 연접(連接)하여 첩자로 만든 것이 16첩인데 이를 오른쪽에서 왼쪽으로 펼쳐 이으면 총 길이가 가로 576cm, 세로273cm가 된다.

### 동아대소장본
동아대 소장본은 현재 16폭 병풍으로 꾸며져 있으나 원래는 고려대소장본처럼 16개의 화책이었을 것으로 생각된다. 총 길이는 가로 584cm, 세로275cm이다. 1995년 6월 29일 보물 제596호에서 국보 제249호로 승격 지정되었다.

## 제작연대
작품의 제작연대는 그림에 그려져 있는 건물들의 상태와 《순조실록(純祖實錄)》·《궁궐지(宮闕誌)》·《동궐도형(北闕圖形)》·《창경궁영건도감의궤(昌慶宮營建都監儀軌)》등의 문헌내용을 통해 파악되는 각 건물들의 소실 여부와 재건 연대 등을 비교 고찰함으로써 추측될 수 있다. 이에 따라 동궐도는 순조 24년(1824)에서 30년(1830) 사이에 제작된 것으로 생각되고 있다.

## 화법 및 평가
동궐도는 장대한 규모와 정교한 묘사에 있어서 동아시아를 대표하는 궁궐 그림이라고 평가받는다. 오른쪽 위에서 비껴 내려다보는 시각으로 산과 언덕에 둘러싸인 두 궁의 전각과 다리·담장은 물론 연꽃과 괴석 등 조경까지 실제와 같은 모습으로 선명하고 세밀하게 묘사되어 있다. 배경이 되는 산과 언덕 부분의 묘사방식은 남종화(南宗畵)의 준법을 따르고 있으나, 채색을 써서 입체적으로 그린 건물의 표현과 자연스러운 원근 처리 등에 있어서는 서양화법의 영향을 받은 것으로 추정한다.
도화서 화원들의 원숙하고도 절묘한 기법으로 그려진 우수한 작품으로서 《궁궐지》 등에서 찾아볼 수 있는 내용들이 보다 입체적이고 정확하게 표현되어 있다. 또한 과학기술사의 자료로서 매우 중요한 각종 건물·시설·명칭 등이 상세하게 나타나 있다. 따라서 이 동궐도는 당시에 유행했던 화풍을 파악할 수 있는 조선시대 회화사 연구자료일 뿐만 아니라, 건축·조경·과학기술사·궁궐사 등 각 분야의 연구에서도 귀중한 자료가 된다. 그리고 화려하고 장엄했던 조선후기 궁궐의 모습을 잘 보여주고 있어, 옛 모습을 잃은 현재의 궁궐들을 복원할 수 있는 자료를 제공해 주고 있는 작품으로 평가된다.

## 같이 보기
- 조선왕조의궤
- 일월오봉도
- 정선 필 금강전도
- 정선 필 인왕제색도

## 참고자료
- 동궐도 - 국가유산청 국가유산포털